# Protamoebae
Sous-embranchement
Les Protamoebae sont un sous-embranchement d'amibozoaires .

## Classification
Classification selon World Register of Marine Species (20 janvier 2023) :
- sous-embranchement des Protamoebae
  - classe des Breviatea
  - classe des Variosea

## Publication originale
- (en) T. Cavalier-Smith, E.E..-Y. Chao, B. Oates, Molecular phylogeny of Amoebozoa and the evolutionary significance of the unikont Phalansterium , Europ. J. Protistol, 40, 2004 : 21-48.